# Songo-La Maya (Cuba)

## Situación geográfica
El municipio Songo-La Maya se encuentra ubicado en el extremo sur del Valle Central y la Vertiente Meridional de la Sierra Maestra en su sección Gran Piedra.
Limita al norte con el Municipio Segundo Frente, al sur con el Municipio Santiago de Cuba, al este con los Municipios El Salvador y Niceto Pérez en la provincia de Guantánamo y al oeste con el Municipio San Luis.

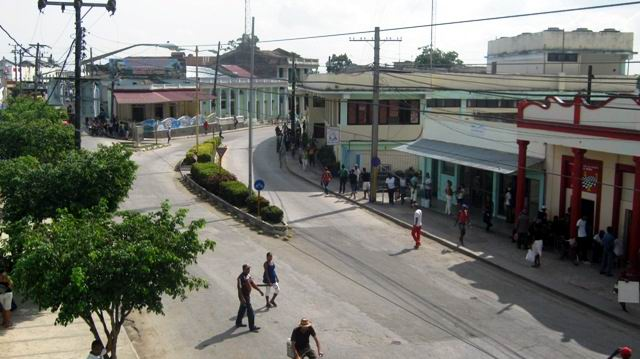
Vista del consejo popular cabecera, La Maya.

Se encuentra a una distancia de 29 km de la cabecera provincial, y a 973 km de ciudad de La Habana.
El 1 de enero de 1879 se crea el municipio de Alto Songo, y, posteriormente, con la división político-administrativa en el año 1976, toma el nombre de Songo-La Maya.
Para la gestión político-administrativa cuenta con 16 Consejos Populares y 101 Asentamientos Poblacionales, de ellos seis con características urbanas siendo La Maya la cabecera municipal. Con una extensión territorial de 719.83 km² ocupa el 11.7 % de la superficie de la provincia y el quinto lugar entre los Municipios.
Los accidentes geográficos más notables son: El Alto de Miguel en Jarahueca con 739.1 msnm, Alto de la Doncella 696.0 msnm, Alto del Mirador 681.0 msnm, y la meseta de Santa María de Loreto con 634.0 msnm y una extensión de 6.5 km²; en este lugar hay instalada una planta fotovoltaica capaz de brindar servicio eléctrico durante 72 horas sin que salga el sol, a una población aproximada de 400 habitantes.
Las principales fuentes hidrográficas con que cuenta el Municipio son:
Río La Majagua con 15 km de extensión, Jarahueca con 14 km , Joturo 13 km y Platanillo y Macuríje con 12 km respectivamente.
Otros Asentamientos no menos importantes son: Salvador Rosales, San Benito,Jarahueca, Matahambre, Jurisdicción, Yerba de Guinea, Ti Arriba y otros.

### Geología
Predominan en su subsuelo las rocas calizas, areniscas y conglomerados.
La formación San Luis (SLU) que ocupa más del 60 % del territorio y parte central del mismo está compuesta por rocas areniscas, clásticas y terrígenas, de grano fino y rocas aminares margosas que en algunas zonas afloran producto de la erosión.
Existen registradas en el territorio zonas en las que abundan minerales como el manganeso en grandes proporciones y el carbón.
Desde el pasado siglo se registraron importantes yacimientos en las Minas de Ponupo, las que fueron sometidas a una intensa y fuerte explotación, Jutinicú, Sabanilla, El Aura y en la zona de Loma del Gato, las tres últimas muy poco explotadas, pues dado lo costoso del procesamiento del mineral (manganeso) y su precio en el mercado dejó de extraerse, al punto que fueron cerradas las minas cuando el mineral dejó de tener alta demanda, pero las zonas mantienen una gran cantidad, sobre todo en Ponupo y El Aura.

### Arqueología
Los primeros hallazgos arqueológicos descubiertos en este municipio deben al ingeniero forestal Noel Castillo, aficionado a la arqueología y natural de La Maya, y al Licenciado Eduardo Pérez Téllez, aficionado también a la arqueología y natural de Sagua de Tánamo quienes durante el desarrollo de su labor por los campos de la zona Ti Arriba en la localidad de Yerba de Guinea, realizaron labores de exploración y localización de sitios arqueológicos de gran utilidad. Así como el descubrimiento de un importante enterramiento de una de las culturas indígenas americanas de las que hasta el momento no se tenían pruebas suficientes.
... Los hallazgos encontrados se remontan a la etapa precolombina quedando demostrado la presencia de los aborígenes del grupo de los ceramistas tempranos en el sitio arqueológico La Luz, el más importante del municipio, donde se encontraron 3 restos humanos... (El primero de ellos perteneciente a una mujer llamada Maya Luz por sus descubridores) que hoy se encuentran expuestos en el Museo Municipal...
La investigación arqueológica de este municipio... presenta gran importancia nacional y caribeña por su alto valor arqueológico e histórico, puesto que el material osteológico del sitio La Luz, viene a ser el primer encuentro de la Arqueología en Cuba con el hombre protoagrícola en su contexto. Las investigaciones realizadas por Cobo Abréu, Jiménez Santander y Lorié (1996), Rivero de La Calle y Trapero Pastor (1997), y más recientemente por Ulloa, Vázquez, Silva y Valcárcel (2001) permitieron demostrar que los grupos ceramistas tempranos que se asentaron en la provincia Santiago de Cuba, no provenían del tronco étnico Aruaco de Sudamérica; sino que eran el resultado de una transformación cultural de los clásicos Ciboneyes, que poblaron las islas del Caribe en épocas mucho más tempranas.
De estos grupos se exhiben fragmentos de una cerámica muy simple y poco elaborada, con escasa o ninguna decoración, de tamaño pequeño y deficiente cocción. La industria lítica está muy bien representada, con predominio del sílex o pedernal, así como de morteros, percutores, tajadores y núcleos; además de dos pequeñas manos de morteros campaniformes, piezas que son típicas de estas comunidades indígenas al menos en el territorio que se estudió...
La muestra de mayor interés histórico y científico está en el material osteológico, correspondiente a dos personas de ambos sexos exhumadas en el sitio La Luz; la primera osamenta se extrajo de un enterramiento no primario, relativo a una mujer que por su dentición y la presencia de terceros molares se infiere que tenía de 20 a 24 años al morir. Su estatura era de 139,7 cm, semejante a la de la población preagroalfarera femenina cubana.
La siguiente se halló en posición fetal o extremadamente flexada, característica de un enterramiento primario, con la cabeza dirigida hacia el Oeste geográfico; perteneciente a un individuo del sexo masculino, de 30 a 40 años de edad, dada la sinopsis de las suturas del cráneo y el examen de las facetas articulares. Por el cuerpo vertebral, la estatura fue estimada en 157,7 cm a partir de la longitud máxima del cúbito izquierdo. En ninguno de los cráneos se observó la deformación cefálica, común como práctica cultural entre los agricultores ceramistas. Las características de estos se corresponden con las típicas de los cráneos preagroalfareros de Cuba: carecientes de deformación, alto (ipsicráneo), con tendencia a la braquicefalia y de órbitas altas. La abertura periforme, ofrece peculiaridades que son propias de los cráneos negroides...